# Хехнувка
Хехнувка (пол. Chechnówka) — село в Польщі, у гміні Насельськ Новодворського повіту Мазовецького воєводства.
Населення — 76 осіб (2011).
У 1975-1998 роках село належало до Цехановського воєводства.

## Демографія
Демографічна структура станом на 31 березня 2011 року:
|          | Загалом | Допрацездатний вік | Працездатний вік | Постпрацездатний вік |
| -------- | ------- | ------------------ | ---------------- | -------------------- |
| Чоловіки | 42      | 12                 | 26               | 4                    |
| Жінки    | 34      | 9                  | 20               | 5                    |
| Разом    | 76      | 21                 | 46               | 9                    |